# Massimo Stanzione

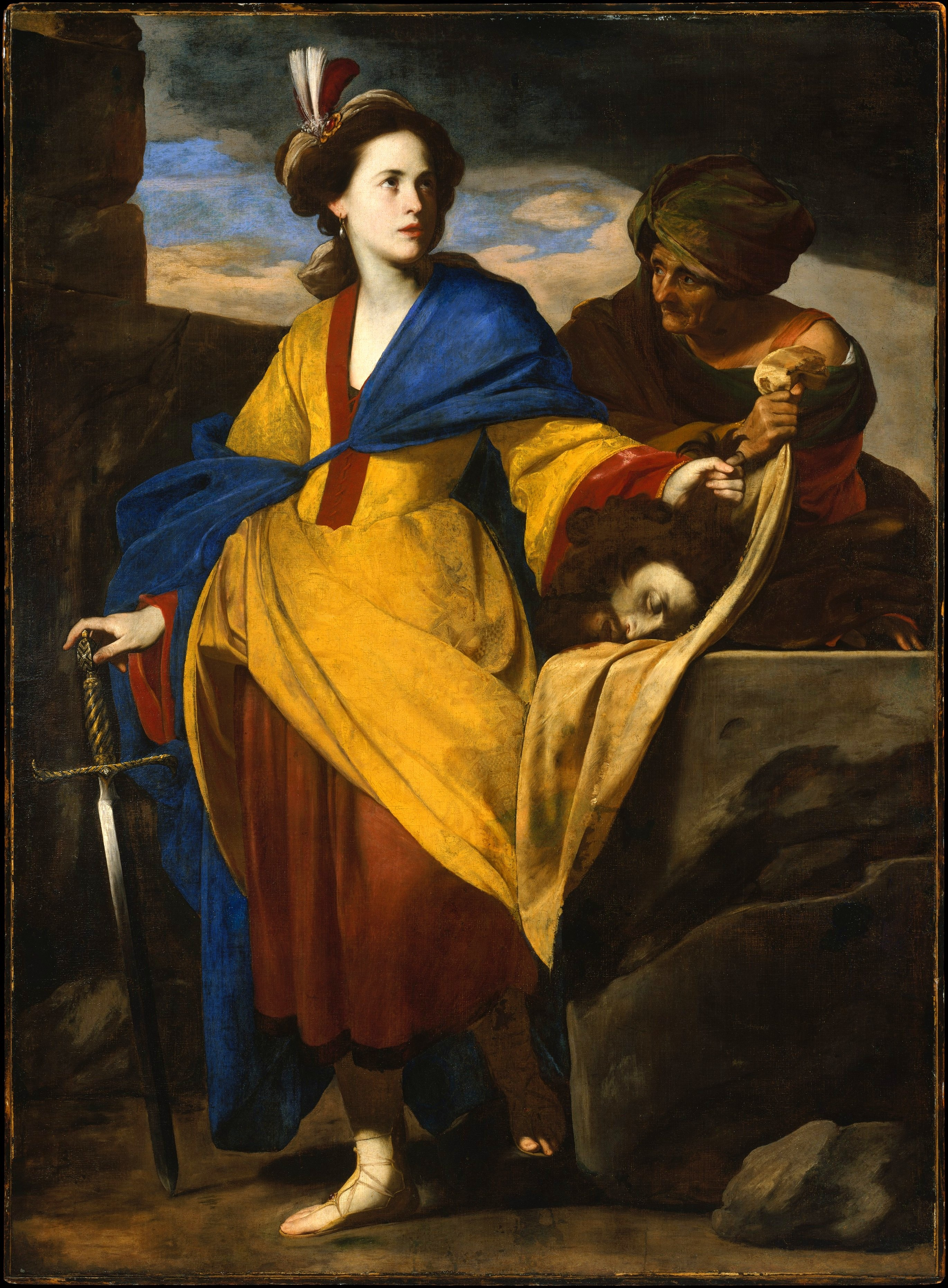
Judith amb el cap d'Holofernes, Metropolitan Museum, NY

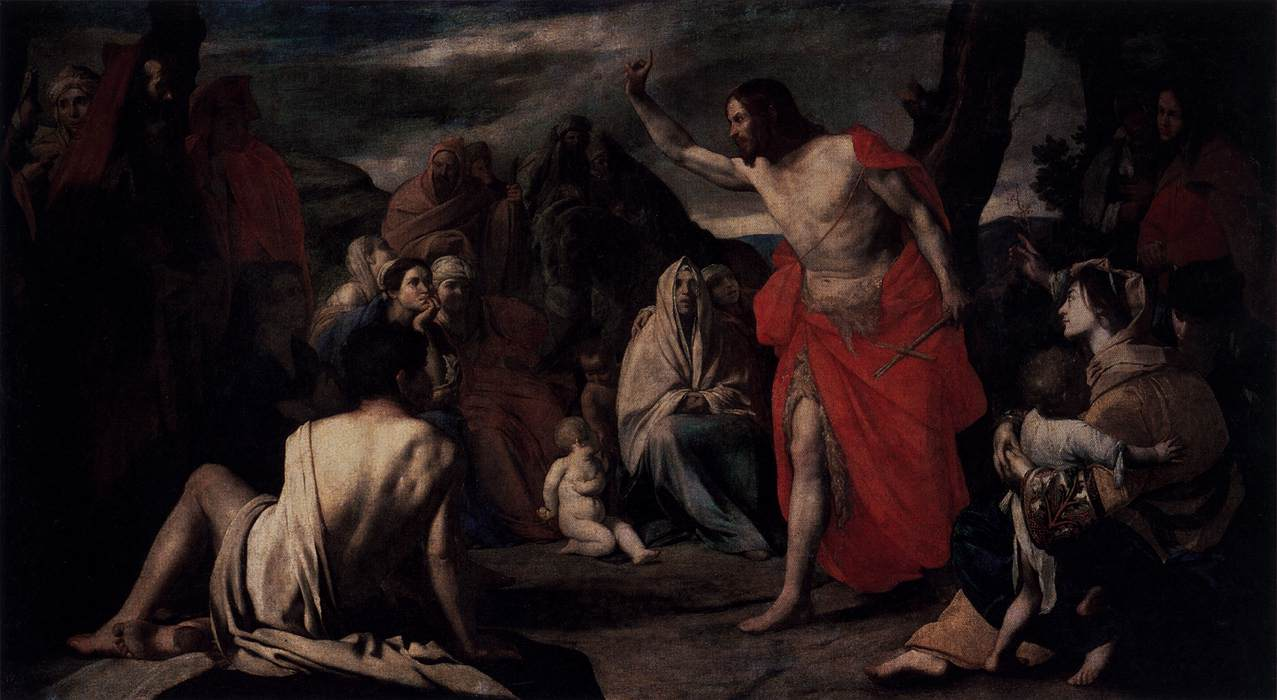
Predicació del Baptista, Museu del Prado, Madrid

Massimo Stanzione (Orta di Atella, Caserta, h. 1585 - Nàpols, h. 1658) va ser un pintor italià.
Alumne de Fabrizio Santafede, va completar la seva formació a Roma (c. 1617) orientant cap a una pintura eclèctica que troba idees en Caravaggio, Guido Reni, Artemisia Gentileschi i de la producció menor napolitana, emprenent un camí que s'afirmarà en la pintura napolitana del segle xvii.
De la seva abundant producció es poden recordar els frescos i les teles per a la capella de San Mauro (1631-1637) i per a la capella del Baptista (1644-1651) a la Certosa (cartoixa) di San Martino de Nàpols.
Amb destí al Palacio del Buen Retiro de Madrid, va pintar un gran Sacrifici a Bacus, que es conserva al Museu del Prado juntament amb diversos llenços sobre la vida de sant Joan Baptista. Al Museu Nacional d'Art de Catalunya es pot veure el seu quadre Santa Agnès.